# Sainte-Maxime
Sainte-Maxime este o comună în departamentul Var din sud-estul Franței. În 2009 avea o populație de 13.441 de locuitori.

## Evoluția populației
| An        | 1975  | 1982  | 1990   | 1999   | 2006   | 2009   |
| --------- | ----- | ----- | ------ | ------ | ------ | ------ |
| Populație | 6.627 | 7.364 | 10.015 | 11.785 | 13.739 | 13.441 |